# Juillé (Sarthe)
Juillé település Franciaországban, Sarthe megyében. Lakosainak száma 412 fő (2022. január 1.). Juillé Piacé, Vivoin, Beaumont-sur-Sarthe és Saint-Christophe-du-Jambet községekkel határos.

## Népesség
A település népességének változása:
| Lakosok száma | 476  | 475  | 486  | 474  | 459  | 444  | 429  | 419  | 412  |
|               | 2013 | 2015 | 2016 | 2017 | 2018 | 2019 | 2020 | 2021 | 2022 |